# Dreifaltigkeitskirche (Marx)
Die Dreifaltigkeitskirche  (russisch Евангелическо-лютеранская церковь Святой Троицы) ist eine evangelisch-lutherische Kirche im russischen Marx.
Die Kirche wurde 1851 für die wolgadeutsche Kolonie Katharinenstadt, das heutige Marx, erbaut, das Hauptstadt der Wolgadeutschen Republik war.

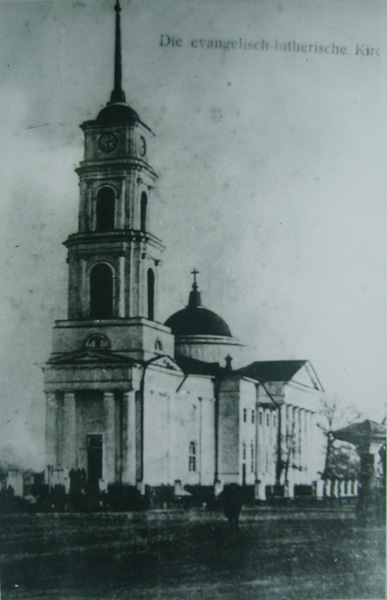
Die Kirche vor 1917

Der letzte Pfarrer der Gemeinde in der Zeit vor dem Zweiten Weltkrieg, Artur Kluck, wurde 1929 unter dem Vorwurf antisowjetischer Tätigkeiten verhaftet und ins Arbeitslager auf den Solowki-Inseln gebracht, wo er wenig später starb. Die Kirche wurde zum sowjetischen Kulturpalast umgestaltet. Am 5. Juni 1930 stürmten Stadtbewohner die ehemalige Kirche und rissen die Porträts der kommunistischen Führer von den Wänden. Gegen die aktiven Teilnehmer wurden Strafverfahren eingeleitet. 1959 wurde der Glockenturm abgerissen.
Im Jahr 1995 wurde das Kirchengebäude den Gläubigen zurückgegeben und mit Hilfe der Evangelischen Kirche in Deutschland restauriert. Auf Kosten eines Förderers wurde die Fassade erneuert, ein neuer Glockenturm errichtet. Am 13. Oktober 2019 wurde die Kirche neu eingeweiht.